# Brian Axsmith
Brian J. Axsmith (3 de junio de 1962 - 5 de mayo de 2020) fue un paleobotánico, paleoecólogo y profesor de biología estadounidense en la Universidad del Sur de Alabama, donde enseñó ecología, biología evolutiva y la evolución de las plantas vasculares. Axsmith estudió la historia evolutiva de las coníferas y las plantas vasculares. Se especializó en la paleobotánica neógena de la llanura costera del Golfo en los Estados Unidos actuales, especialmente en Alabama y Mississippi, así como en la paleobotánica mesozoica del este de América del Norte y China.

## Primeros años
Axsmith se crio en los suburbios de Filadelfia, Pensilvania. Recibió una licenciatura en ciencias de la Universidad de Millersville de Pensilvania. Axmsith obtuvo su doctorado en biología de la Universidad de Kansas en 1998.

## Carrera
Algunos de los descubrimientos más importantes de Axsmith incluyeron el polen fosilizado y las agujas del pino blanco del este (Pinus strobus) en la llanura costera del golfo, que ya no forma parte del área de distribución nativa del árbol. Además, Axsmith descubrió el registro fósil (posterior al eoceno) más antiguo conocido del carpinus, más conocido como carpe o palo de hierro, en América del Norte. Axsmith también descubrió nueces de ala de Pterocarya fosilizadas en la Formación Citronelle en el condado de Mobile, Alabama. Los pterocaryas actuales solo se encuentran en Asia, pero el descubrimiento de Axsmith indicó que el género también se encontró una vez en el sureste de América del Norte.

## Vida personal
Axsmith estaba casado con Jennifer Axsmith y tenía un hijo. Axsmith murió por complicaciones de COVID-19 durante la pandemia de COVID-19 en Alabama el 5 de mayo de 2020, a los 57 años en Mobile, Alabama después de haber sido diagnosticado en abril.